# Krokau
Krokau ist eine Gemeinde im Kreis Plön in Schleswig-Holstein. Brookwisch, Diestel und Sommerhof liegen im Gemeindegebiet.

## Geografie und Verkehr
Krokau liegt an der Bundesstraße 502 zwischen Kiel und Schönberg (Holstein), etwa 1 km westlich von Schönberg (Holstein).

## Geschichte
Die 1872 erbaute Windmühle, die seit 1986 unter Denkmalschutz steht, ist ein Wahrzeichen der Gemeinde.
Die Gemeinde gehörte dem Amt Probstei-Ost an. Seit dessen Auflösung zum 1. Juni 1970 ist sie Teil des Amts Probstei.

## Politik

### Gemeindevertretung
Bei der Kommunalwahl 2023 errang die Unabhängige Wählergemeinschaft Krokau erneut alle neun Sitze in der Gemeindevertretung. Die Wahlbeteiligung betrug 54,3 Prozent.

### Wappen
Blasonierung: „Über silbernem dreiteiligen Wellenbalken auf Blau ein schräggestelltes goldenes Flügelkreuz einer Windmühle.“

## Wirtschaft
Wirtschaftlich ist der Ort von Landwirtschaft und Tourismus geprägt.

## Sehenswürdigkeiten
In der Liste der Kulturdenkmale in Krokau stehen die in der Denkmalliste des Landes Schleswig-Holstein eingetragenen Kulturdenkmale.

## Söhne und Töchter der Gemeinde
- Arnold Finck (1925–2016), Agrarwissenschaftler

## Bilder

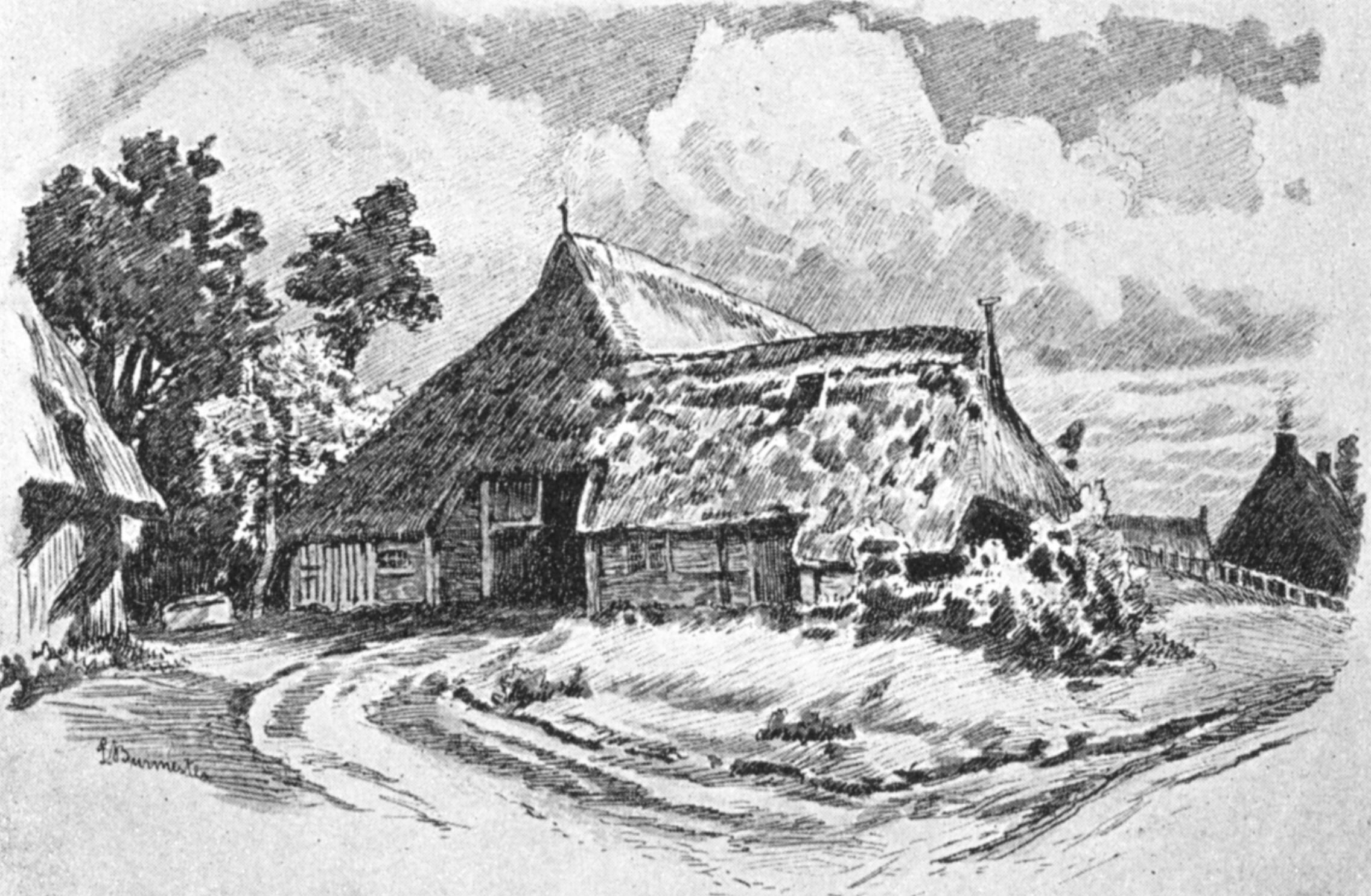
Bauernhaus in Krokau um 1895
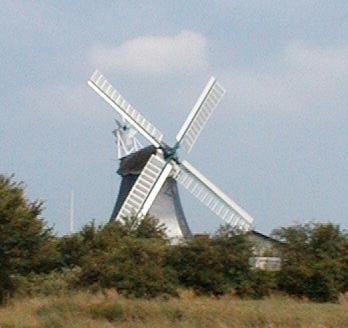
Windmühle in Krokau